# Флоретин
Флоретин — полифенольное соединение, производное дигидрохалкона. Обнаружен в листьях яблони и в маньчжурском абрикосе. 

## Метаболизм
Гидролиз флоретина катализируется специальным ферментом флоретингидролазой с образованием флоретата и флороглюцина.

## В электрофизиологии
Флоретин используется в клеточной биологии и электрофизиологии как ингибитор объём-чувствительных и цАМФ-активируемых хлоридных каналов. Блокирует транспорт ионов хлора через биологические мембраны.

## Фармакологические исследования
Флоретин представляет терапевтический интерес в лечении болезни Альцгеймера. Обладает ноотропным, нейропротективным и нейротрофическим действием. Увеличивает активность ферментов с антиоксидантной активностью.  В дозе 10мг/кг значительно увеличивал пространственную память у мышей. 
Исследование на мышах показало, что флоретин эффективно ослабляет прогрессирование неалкогольной жировой болезни печени и ингибирует окислительное повреждение, воспаление печени и фиброз.
Флоретин в сочетании с лучевой терапией оказал синергетическое противоопухолевое действие на карциному легкого Льюиса в опыте на мышах.

## Производные
- Нарингин дигидрохалкон — дигликозидное производное флоретина, искусственный подсластитель.
- Флоризин — токсическое производное, 2'-гликозид флоретина, обнаруживаемое в коре некоторых розоцветных фруктовых деревьев (груша, яблоня, вишня).